# Борская, Надежда Дмитриевна
Надежда Дмитриевна Борская (девичья фамилия Климова, 1885—1963) — советская актриса театра и кино, народная артистка РСФСР (1954).

## Биография
Родилась 2 февраля 1885 года.
В 1903 году окончила драматическое отделение Московского филармонического училища, была ученицей В. И. Немировича-Данченко и А. А. Санина.
С 1903 года Борская работала в Ярославском театре, также играла в провинциальных театрах Херсона, Риги, Харькова, Тифлиса, Одессы. В 1912—1932 годах была артисткой театра Корша в Москве, в 1933—1936 годах — МХАТа 2-го, в 1936—1954 годах играла в Малом театре. После этого находилась на пенсии.
Умерла 28 января 1963 года в Москве. Похоронена на Новодевичьем кладбище (2 участок, 21 ряд). Вместе с Борской похоронен Шахалов, Александр Эмильевич (1880—1935), актёр МХАТа 2-го.
В РГАКФД имеются фотоматериалы, относящиеся к Н. Д. Борской.

## Награды
- орден Трудового Красного Знамени (26.10.1949)
- народная артистка РСФСР (1954)

## Творчество

### Роли в театре
Театр Корша (1912 — 1933)
- — «Дикарка» А. Н. Островского и Н. Я. Соловьёва — Варенька
- — «Лев Гу-рыч Синичкин» Д. Т. Ленского — Лиза
- — «Горе от ума» А. С. Грибоедова — Лиза
- — «Ревизор» Н. В. Гоголя — Марья Антоновна
- — «Доходное место» А. Н. Островского — Полина

МХАТ 2-й (1933 — 1936)
- 1934 — «Хорошая жизнь» С. И. Амаглобели — Александра Нестеровна
- 1935 — «Мольба о жизни» Ж. Деваля — тётя Ирена, рантьерка

Малый театр (1936 — 1954)
- 1937 — «Лес» А. Н. Островского — Гурмыжская
- 1938 — «Горе от ума» А. С. Грибоедова (режиссёр: П. М. Садовский) — княгиня Тугоуховская и  Хлестова
- 1943 — «Пигмалион» Б. Шоу — миссис Хиггинс
- 1945 — «Женитьба Белугина» А. Н. Островского и Н. Я. Соловьева — Нина Александровна Кармина
- 1950 — «Голос Америки» Б. А. Лавренёва — миссис Кидд
- 1950 — «Живой труп» Л. Н. Толстого — Анна Павловна
- 1951 — «На всякого мудреца довольно простоты» А. Н. Островского — Турусина
- 1952 — «Дорога свободы» Г. Фаста — миссис Холмс

## Фильмография
- 1915  — «Андрей Тобольцев» − Фима, жена Капитона
- 1926 — «Господа Скотинины» − Екатерина II
- 1941  — «Белая ворона»
- 1941  — «Боевой киносборник № 7» − Урсула
- 1944 — «Поединок» − Марья Сергеевна Зубова
- 1952 — «На всякого мудреца довольно простоты» (фильм-спектакль) − Софья Игнатьевна Турусина